# 刺鸚嘴魚
刺鸚嘴魚，為輻鰭魚綱鱸形目隆頭魚亞目鸚哥魚科的其中一種，分布於太平洋區，包括台灣、澳洲、聖誕島、斐濟、印尼、日本、馬來西亞、越南、馬紹爾群島、密克羅尼西亞、帛琉、新喀里多尼亞、菲律賓、薩摩亞等海域，棲息深度2-25公尺，本魚體延長且側扁，頭部圓鈍，雄魚頭部亮黃色，而雌性則是土褐色，尾鰭在初始階段截形略圓; 終端型時尾鰭邊緣中凹到深凹，背鰭硬棘9枚、背鰭軟條10枚、臀鰭硬棘3枚、臀鰭軟條9枚，體長可達30公分，棲息在珊瑚礁、潟湖，成小群活動，以藻類為食。